# Städtische Museen Zittau

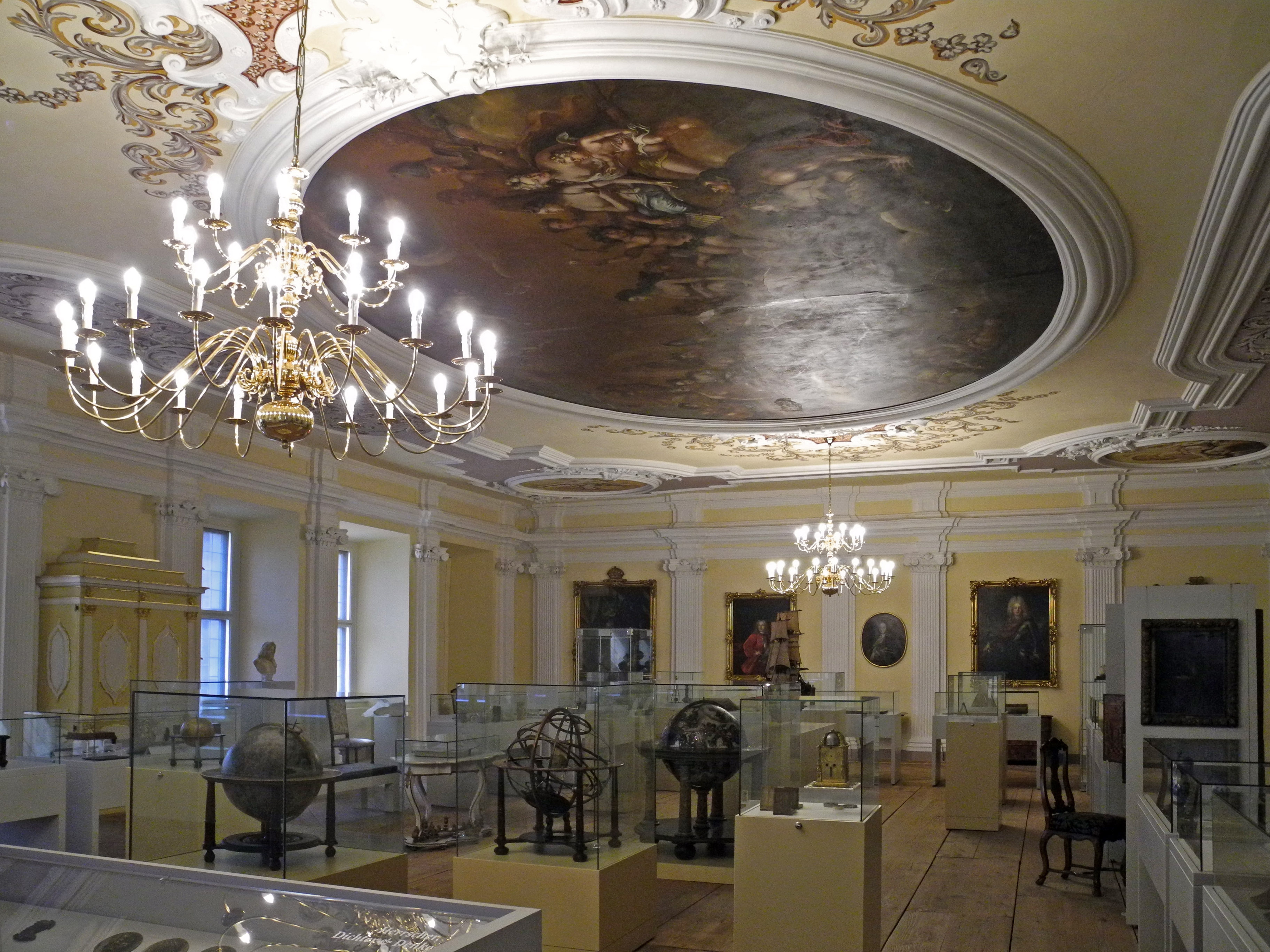
Barocksaal im Kulturhistorischen Museum

Die Städtischen Museen Zittau sind ein Verbund verschiedener Einrichtungen, die in kommunaler Trägerschaft der Stadt Zittau stehen. Im Mittelpunkt steht das Kulturhistorische Museum, das sich im Gebäudekomplex eines ehemaligen Franziskanerklosters befindet. Daneben gehören das Dr.-Curt-Heinke-Museum und die Kreuzkirche zu den Städtischen Museen Zittau. Die eigentliche Museumsgründung erfolgte 1854 und gilt somit als älteste Gründung eines Stadtmuseums in Sachsen.
Im Kulturhistorischen Museum ist das Kleine Zittauer Fastentuch und in der Kreuzkirche ist das Große Zittauer Fastentuch ausgestellt.

## Geschichte
Die Geschichte der Städtischen Museen Zittau lässt sich auf das Jahr 1709 zurückführen, als die Zittauer Ratsbibliothek um einen neuen, öffentlich zugänglichen Lesesaal, den sog. Barocksaal, erweitert wurde. Von Beginn wurden im Barocksaal auch Objekte und Kunst aus der städtischen Sammlung präsentiert. Der Barocksaal wird bis heute museal genutzt. Als Beginn der städtischen Sammlungsgeschichte lässt sich das Jahr 1564 ausmachen, als Paul Fabricius dem Zittauer Bürgermeister Nikolaus von Dornspach eine Säulchensonnenuhr schenkte, die sich bis heute in der Sammlung befindet. Seit 1854 ist das Museum eine eigenständige Institution.
Die Städtischen Museen Zittau erhielten 2019 einen der beiden Spezialpreise des Sächsischen Museumspreises für „die hervorragende Restaurierung, Erforschung und Ausstellung der Zittauer Epitaphiensammlung“ und erneut 2023 für die Sonderausstellung 1.000 und Deine Sicht. Vom Ausbruch zum Aufbruch aus der Pandemie.

## Gebäude

### Franziskanerkloster
Im ehemaligen Zittauer Franziskanerkloster befindet sich die Dauerausstellung. Auch die nicht säkularisierte ehemalige Klosterkirche wird als Ausstellungs- und Veranstaltungsraum genutzt. In ihr wird der Zittauer Epitaphienschatz präsentiert. Sonderausstellungen finden im Heffterbau statt, in dem sich auch der 1709 eröffnete Barocksaal befindet.

### Hauptsches Haus
Das Hauptsche Haus wurde im 18. Jahrhundert als Wohnhaus errichtet. Es grenzt unmittelbar an die Klosterkirche. In ihm befinden sich die Museumsverwaltung und -bibliothek.

### Exnersches Haus („Heinke-Museum“)
Im etwa 1800 erbauten Exnerschen Haus wurden von 1976 bis 2015 geologische Exponate aus der Region, insbesondere aus dem Zittauer Gebirge gezeigt. Momentan ist das Haus für den Publikumsverkehr geschlossen.